# Crystal River (Floryda)
Crystal River – miasto w Stanach Zjednoczonych, w stanie Floryda, w hrabstwie Citrus.